# اریکسمالا
اریکسمالا (به سوئدی: Eriksmåla) یک منطقه مسکونی است که در بخش اممابودا شهرستان کالمار در کشور سوئد واقع شده است. جمعیت اریکسمالا در پایان سال ۲۰۱۰ بالغ بر ۲۳۱ نفر بوده است.